# Matteo Trefoloni

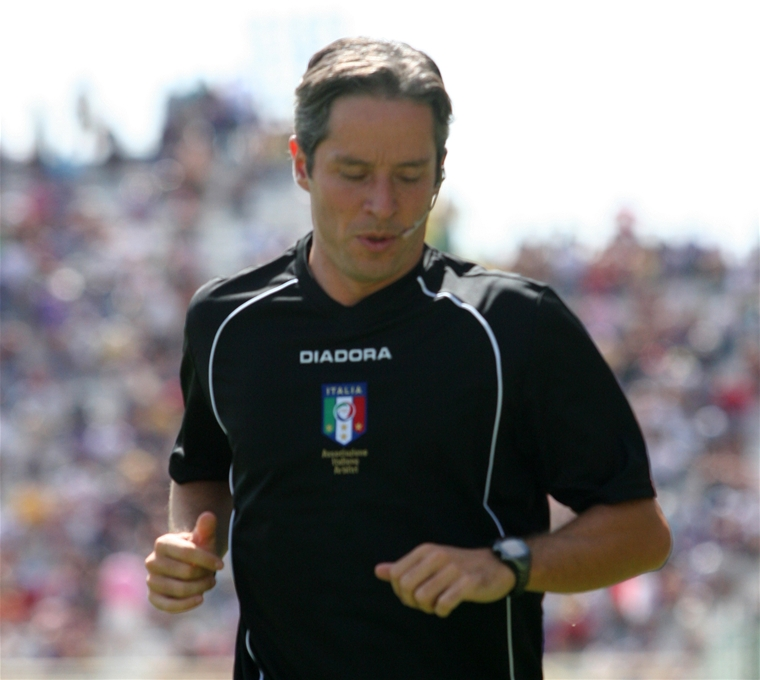
Matteo Trefoloni (2007)

Matteo Simone Trefoloni (Siena, 31 maart 1971) is een voetbalscheidsrechter uit Italië. Hij fluit sinds 2004 op het hoogste niveau in Europa, nadat hij drie jaar eerder zijn debuut had gemaakt in de hoogste afdeling van het Italiaanse profvoetbal, de Serie A. Dat was in de wedstrijd Udinese–Torino (2-2) op 26 augustus 2001, toen hij vier gele kaarten uitdeelde.

## Interlands
| Datum      | Wedstrijd                         | Uitslag | Competitie        | Kreeg geel | Kreeg voor de tweede keer geel en dus rood | Weggestuurd |
| ---------- | --------------------------------- | ------- | ----------------- | ---------- | ------------------------------------------ | ----------- |
| 31-02-2004 | Malta – Finland                   | 1 – 2   | Vriendschappelijk | 2          | 0                                          | 0           |
| 05-06-2004 | Spanje – Andorra                  | 4 – 0   | Vriendschappelijk | 0          | 0                                          | 0           |
| 30-03-2005 | Nederland – Armenië               | 2 – 0   | WK-kwalificatie   | 4          | 0                                          | 0           |
| 12-10-2005 | Griekenland – Georgië             | 1 – 0   | WK-kwalificatie   | 7          | 0                                          | 0           |
| 02-09-2006 | Moldavië – Griekenland            | 0 – 1   | EK-kwalificatie   | 4          | 0                                          | 0           |
| 06-06-2007 | Letland – Denemarken              | 0 – 2   | EK-kwalificatie   | 4          | 0                                          | 0           |
| 08-09-2007 | Hongarije – Bosnië en Herzegovina | 1 – 0   | EK-kwalificatie   | 5          | 0                                          | 0           |
| 11-10-2008 | Nederland – IJsland               | 2 – 0   | WK-kwalificatie   | 0          | 0                                          | 0           |
| 19-11-2008 | Israël – Ivoorkust                | 2 – 2   | Vriendschappelijk | 0          | 0                                          | 0           |
| 28-03-2009 | Roemenië – Servië                 | 2 – 3   | WK-kwalificatie   | 6          | 0                                          | 0           |
| 09-09-2009 | IJsland – Georgië                 | 3 – 1   | Vriendschappelijk | 2          | 0                                          | 0           |
| 10-10-2009 | België – Turkije                  | 2 – 0   | WK-kwalificatie   | 4          | 0                                          | 0           |